# Nowoderkuł
Nowoderkuł (ukr. Новодеркул) – wieś na Ukrainie, w obwodzie ługańskim, w rejonie starobielskim, w hromadzie Biłowodśk. W 2001 liczyła 1070 mieszkańców, spośród których 424 wskazało jako ojczysty język ukraiński, 641 rosyjski, 2 białoruski, 1 ormiański, a 2 inny.